# 山东外事职业大学
山东外事职业大学是一所位于中华人民共和国山东省威海市的民办本科职业大学。

## 学校历史
学校的前身是1999年成立的山东外事翻译职业学院，2019年更名山东外事职业大学。

### 校区分布
设有威海和济南两个校区。